# Temnocerus elusus
Temnocerus elusus is een keversoort uit de familie Rhynchitidae. De wetenschappelijke naam van de soort is voor het eerst geldig gepubliceerd in 1916 door Blatchley.